# Сторно
Сто́рно — (походить від італійського storno — перерахунок рахунку) — спосіб виправлення помилок в бухгалтерському обліку, відповідно до якого помилково внесену операцію записують червоним чорнилом («червоне» сторно) і виключають з підсумкової суми рахунки.
Сторнована проводкав бухгалтерському обліку — бухгалтерська проводка, призначена, зазвичай, для виправлення раніше помилково зробленого запису. Зазвичай застосовується т. зв. негативне сторно, в якому для виправлення помилкової проводки робиться додаткова проводка, складена у сумі помилкової проводки, але з негативним знаком. Щоб виділити від'ємні числа, їх зазвичай пишуть червоними чорнилом, тому негативне сторно і метод виправлення помилок з допомогою сторно іноді називають «червоне сторно».
Страхове сторнов страхуванні — показник, що характеризує зменшення страхового портфеля діючих договорів довгострокового страхування життя на певну звітну дату. У цілому цей показник можна включати достроково припинені договори у зв'язку з несплатою страхових внесків з правом й без права страхувальника отримання викупної суми, а також у зв'язку з смертю застрахованих; договори, що закінчилися у зв'язку з закінченням терміну страхування чи настанням обумовленого події. Для сторно може обчислюватися відносний показник: відсоткове співвідношення кількості договорів, що складають сторно, до розрахункового страхового портфелю.